# بانش
بانش، روستایی در دهستان بانش بخش بانش شهرستان بیضا در استان فارس ایران است. این روستا، مرکز بخش بانش است.

## پیشینه
این روستا به روایت اهالی، با توجه به سنگ قبرهای موجود، به۵۵۰ سال پیش بر می‌گردد و عده دیگری از اهالی؛ این زمان را تا ۹۰۰ سال قبل نیز می‌دانند در مورد وجه تسمیه این بخش نیز شهروندان چنین بیان می‌دارند که بانش از ریشه کلمه بینش به مفهوم مردمان آگاه می‌باشد. علت نامگذاری نام بانش بر روی این روستا نظرات متفاوت وجود دارند ازجمله منطقه بانش در زمان‌های بسیار دور دارای محیطی جنگلی پوشیده از درختهای بن بوده که در زمان عامیانه همان بنه و بنوچه می‌باشد که به‌دلیل وجود فراوان همین درختان به این بخش، بنشک (بنه زار) گفته می‌شد که گفته می‌شود این درختان در اثر آتش‌سوزی که در سالهای بسیار دور رخ داده از بین رفته و دیگر اثری از این درختان وجود ندارد و با گذشت زمان کم‌کم به بانش تغییر ماهیت داده است.

### گورستان بانش
گورستان بانش جزو آثار تاریخی ملی ایران به‌شمار می‌رود که در سال ۱۳۸۶ به ثبت رسیده است.

## آب‌وهوا

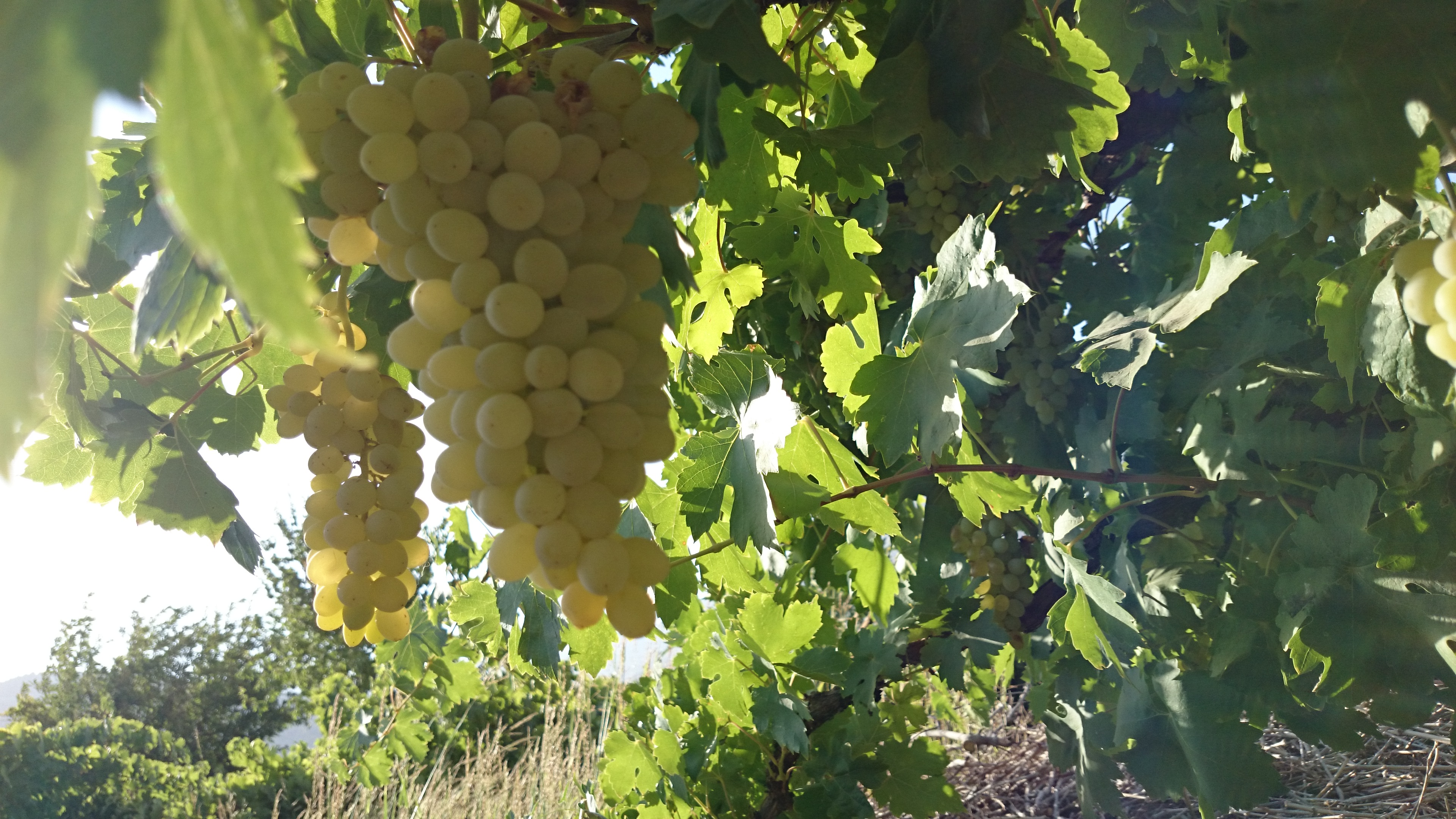
انگور عسگری بانش

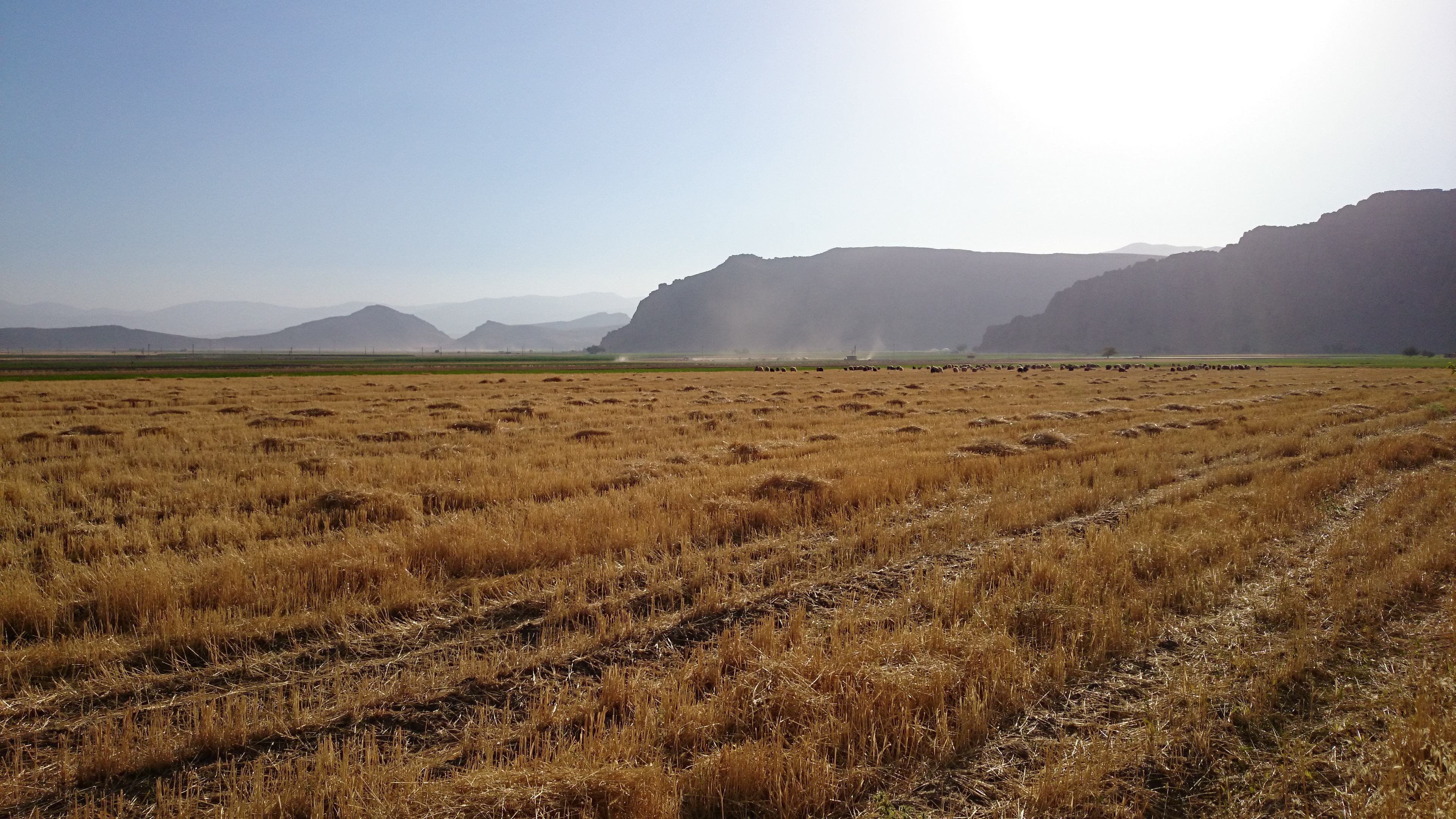
تابستان بانش

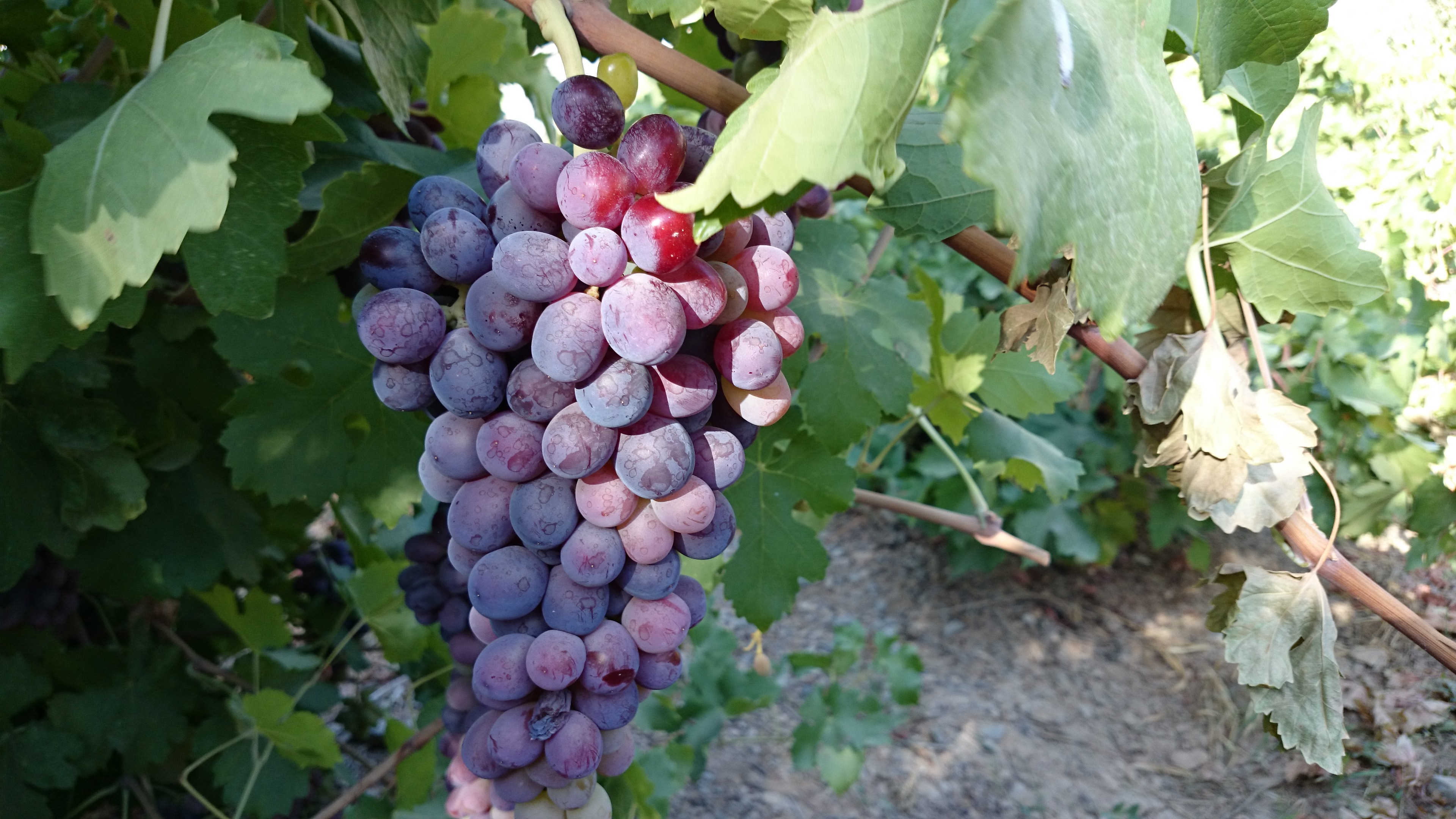
انگور سمرقندی بانش

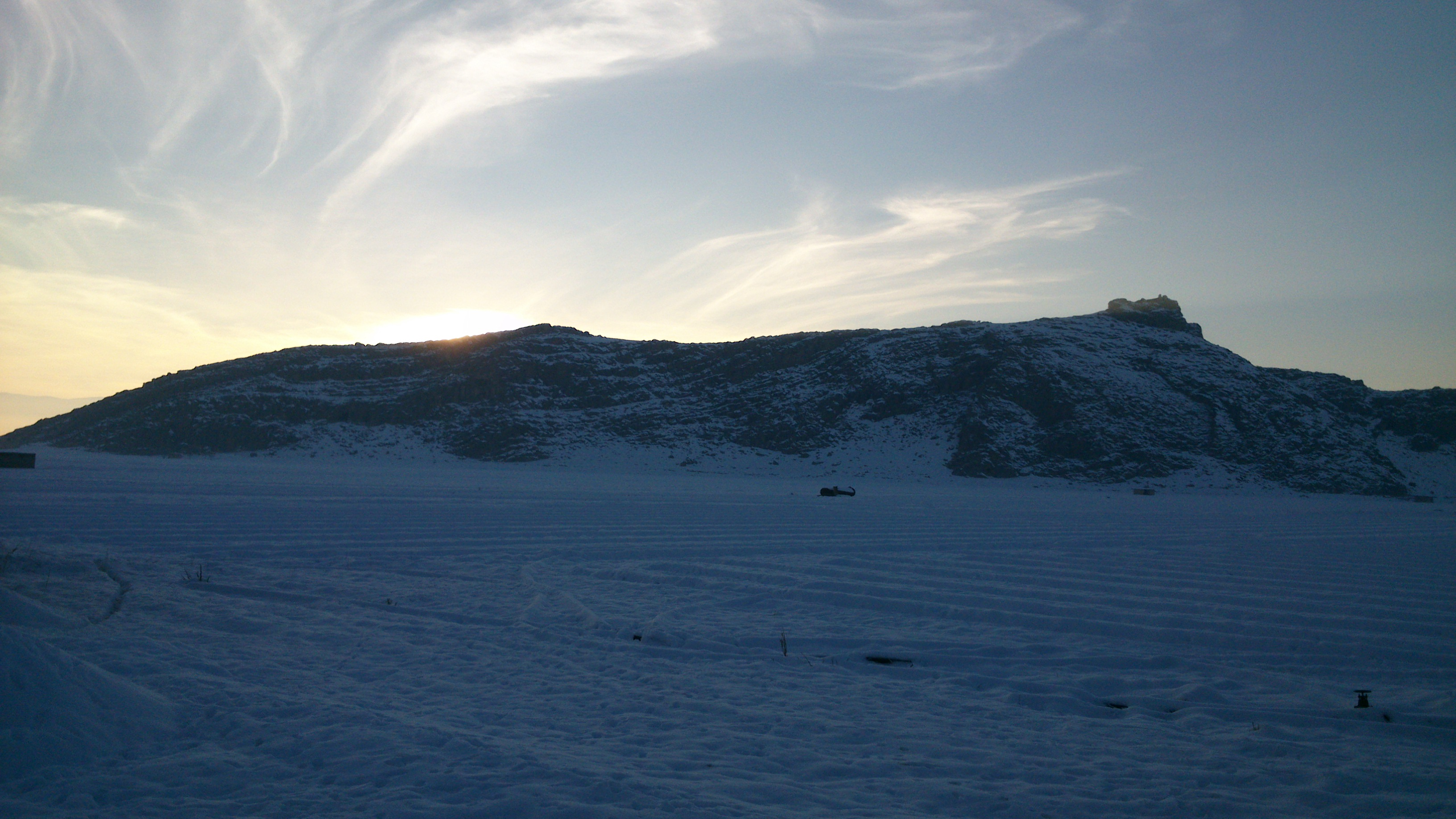
زمستان بانش

در فصل زمستان دارای آب‌وهوای سرد و اغلب بارندگی‌ها در این فصل اتفاق می‌افتند و این قسمت جز مناطق کوهستانی به حساب می‌آید. در تابستان نیز دارای آب‌وهوای نسبتاً گرم می‌باشد که برخی بارش‌های تابستانی در این فصل روی می‌دهد.
به‌دلیل آب‌وهوای مناسب بانش اغلب مردم از گذشته تاکنون به کشاورزی مشغول بوده‌اند. اغلب محصولاتی که در اینجا کشت می‌شود شامل گوجه، گندم، برنج، بادام، ذرت، انگور، زیتون، حبوبات و …، با توجه به آب و هوای این بخش و بارش‌های سالانه؛ از محصولات مرغوب کشاورزی بهره می‌برد، اما متأسفانه در سال‌های اخیر بهره‌برداری بیش از حد از منابع زیر زمینی آب و کاهش بارندگی در این سال‌ها باعث شده تا سطح منابع آب‌های زیر زمینی به شدت پایین رفته و خطر جدی کمبود آب برای این بخش در اینده‌ای نه چندان دور وجود دارد.
در سال‌های اخیر با توجه به زیاده روی کشاورزان در بهره‌وری بیش از حد از خاک و منابع زیر زمینی و عدم آگاهی از مناطق جغرافیایی اطراف خود باعث شده که بارندگی سال‌های اخیر به شدت کاهش یافته و هوای ان گرم تر شود خصوصاً در فصل تابستان.
به‌دلیل کوهستانی بودن منطقه و واقع شدن در رشته کوه‌های زاگرس این بخش دارای زمستانی نسبتاً سرد می‌باشد که دمای هوا در این فصل در شب‌ها به زیر صفر درجه می‌رسد و آب‌های راکد منطقه شروع به یخ زدن می‌کنند.
پوشش گیاهی این منطقه اغلب دارای بوته‌های گیاهی و درختان بلوط، بنه و انواع درختانی که در مناطق کوهستانی رشته کوه زاگرس وجود داردمی باشد.

## معدن سنگ هخامنشی در بانش

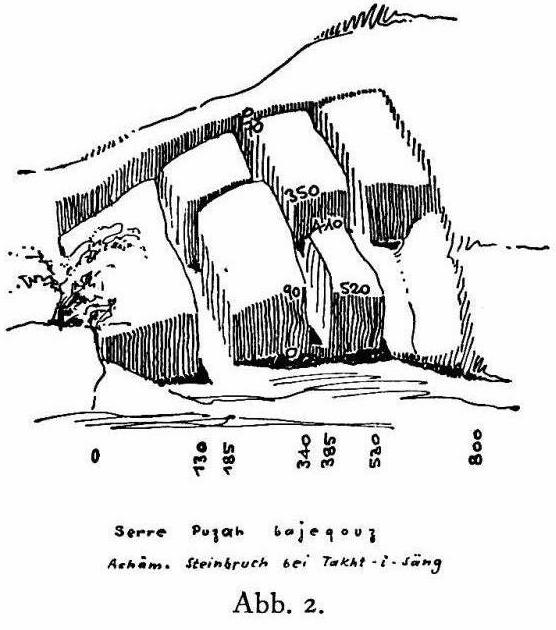
نقاشی کارل برگنر از معدن سنگ هخامنشی بانش در سال ۱۳۱۴

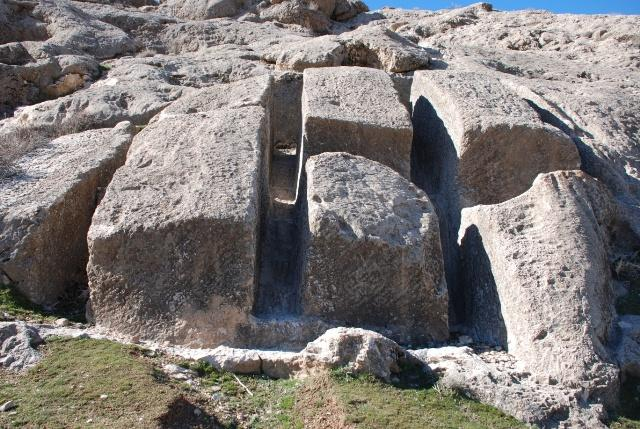
معدن سنگ هخامنشی در بانش

کارل برگنر معمار آلمانی که در تخت جمشید کار می‌کرد و نقشه‌ها و تصویرها و نقاشی‌های ماندگاری از تخت جمشید کشیده و از خود به یادگار گذاشته در پایان یک فصل کار باستان‌شناسی در تخت جمشید، در تابستان سال ۱۳۱۴ از بلوک‌های رامگرد، ابرج، کامفیروز و بیضا بازدید کرد و گزارشی کوتاه امّا تاریخی و جالب از آثار مطالعه نشدهٔ هخامنشی پیرامون رودخانهٔ کر در درهٔ درودزن تهیه کرد.
دو سال بعد که او دیگر در قید حیات نبود آن گزارش در مجلهٔ AMI به زبان آلمانی منتشر شد. معدن سنگ هخامنشی بانش (Banesh) در یک کیلومتری جنوب خاوری بانش و ۵/۲ کیلومتری شمال باختری روستای تخته سنگ واقع شده است. بانش از روستاهای مهم بلوک بیضا بوده که امروز توسعه یافته و به شهری کوچک تبدیل شده است. معدن سنگ هخامنش بانش که در سال ۱۳۸۶ در فهرست آثار ملی به ثبت رسیده است شامل هشت تکه سنگ به ابعاد مختلف است که از یکدیگر جدا شده اما از پایه به کوه متصل است. علت جدا نشدن آن‌ها از کوه و مصرف نشدن آن‌ها روشن نیست.
در این گزارش او تصویر ساده‌ای از یک معدن سنگ هخامنشی واقع در منطقهٔ بیضا کشیده و نشانی آن را «پوزهٔ بجه غوز نزدیک تخته سنگ» داده است. در بررسی‌های نگارنده روشن شد که پوزه‌ای که او از آن نام برده احتمالاً «پوزهٔ بچه غوز» بوده است. امروزه پس از گذشت ۷۷ سال از آن تاریخ دیگر کسی این پوزه را به این نام نمی‌شناسد. نام امروزین این پوزه «باوا غوز» است. «باوا» در لفظ مردم فارس همان «بابا» و «پوزه» به معنی دماغهٔ کوه است. پوزهٔ باوا غوز در حقیقت دماغهٔ باختری کوه کوچکی در بلوک بیضا است به نام «قواله». قواله هم همان قباله است. قباله نام روستایی در نزدیکی این کوه است، و «تخته سنگ» نام روستایی است قدیمی و کوچک واقع در میانهٔ دامنهٔ شمالی کوه قواله. گروهی از مردم روستای عادل‌آباد کامفیروز پس از احداث سد داریوش کبیر در سال ۱۳۴۵ و غرق شدن روستایشان به روستای تخت سنگ نقل مکان کردند و آن را وسعت بخشیدند.
این معدن به خوبی نشان دهندهٔ مراحل نخستین برش سنگ از کوه است. وزن برخی از تکه سنگ‌ها به حدود ۲۰ تن می‌رسد. جدا کردن چنین قطعاتی از کوه و حمل آن به محل مورد استفاده و نصب آن کاری دشوار و شگفت‌انگیز است. مطابق اندازه‌گیری‌های نگارنده، موقعیت معدن سنگ هخامنشی بانش بیضا بر حسب طول و عرض جغرافیایی به شرح زیر است:
عرض جغرافیایی = ۳۰ درجه و ۵ دقیقه و ۱۳۱/۲۳ ثانیه شمالی
طول جغرافیایی = ۵۲ درجه و ۲۶ دقیقه و ۵۶۱/۱۱ ثانیه خاوری
و در دستگاه یو.تی.ام. به این شرح است:
X= 0638434 m, Y= 3329602 m, 39, R

## جمعیت
بر پایه سرشماری عمومی نفوس و مسکن در سال ۱۳۹۵، جمعیت این روستا برابر با ۲٬۸۷۳ نفر (۸۵۱ خانوار) بوده است.